# Einer Johansen
Einer Johansen (* 5. Januar 1893 in Kopenhagen; † 7. Mai 1965 in Frederiksberg) war ein dänischer Maler, der zu den Vertretern des Expressionismus zählt.

## Leben und Werk
Einer Johansen war der Sohn des Lagerverwalters Anton Westfeldt J. und dessen Frau Nora Jensen. Von 1913 bis 1920 studierte er an der Königlich Dänischen Kunstakademie in Kopenhagen unter Julius Paulsen.
Einer Johansen stellte in der Zeit von 1916 bis 1950 insgesamt 26 Mal mit mehr als 50 Werken auf Schloss Charlottenborg in Kopenhagen aus. Er hatte dort Herbstausstellungen in den Jahren 1918, 1919, 1922, 1924, 1925, 1926, 1928, 1930, 1931, 1932 und 1938; Einzelausstellungen in den Jahren 1928, 1930, 1932, 1933, 1936, 1939, 1944 und 1948. 1931 erhielt er die Serdin Hansens Præmie, eine Auszeichnung, die nur an einen verdienten Künstler pro Jahr verliehen wurde.
Johansen malte insbesondere auf seinen Studienreisen nach Paris farbenfrohe Werke mit meist pastosem Farbauftrag, genauso aber auch Winterszenen mit kahlen Bäumen.

## Werke (Auswahl)
- Der Arc de Triomphe (1956)
- Montmartre, Blick nach Sacré Coeur (1957)
- Blick Richtung Notre-Dame (1959)
- Straße in Valby (1959)

Johansen ist vertreten im Bornholms Kunstmuseum.